# Camaleón (película)
Camaleón es una película chilena de género thriller psicológico escrita y dirigida por Jorge Riquelme Serrano. Tuvo su estreno mundial en el Festival de Cine de Londres de 2016 donde estuvo seleccionado para competir por el Premio Sutherland (premio a la mejor ópera prima).

## Argumento
La película sigue el día final de Paula y Paulina en su casa de verano aunque la llegada de un huésped inesperado interrumpe su despedida íntima, provocando una transformación impresionante que revela las profundidades más oscuras de la mente humana.

## Reparto
- Gastón Salgado como Gastón.
- Paulina Urrutia como Paulina.
- Paula Zúñiga como Paula.
- Alejandro Goic como Franco.

## Estreno
Camaleón tuvo su estreno en Chile el 25 de agosto de 2016 en el Santiago Festival Internacional de Cine (SANFIC) seguido de su estreno teatral a través de Chile en el 29 de septiembre de 2016. Además tuvo su premier el 9 de octubre de 2016 en el Festival de Cine de Londres de 2016, donde  estuvo nominado para el Premio Sutherland el cual premia a las mejores óperas primas. Tuvo su estreno norteamericano en el Festival Internacional de Cine de Seattle de 2017 donde este fue seleccionado para la competencia ibero-americana. También fue seleccionado para festivales internacionales como el Festival de Cine de Lima, el Festival Internacional del Nuevo Cine Latinoamericano de La Habana y en el Festival de cine de Yucatán y Mérida.

## Recepción

### Premios y nominaciones
Camaleón recibió 11 nominaciones en los Premios Pedro Sienna 2017, incluyendo mejor largometraje ficción, mejor interpretación protagónica masculina, mejor guion, mejor dirección y mejor interpretación protagónica femenina ganando estos dos últimos junto a mejor música original.
| Premio               | Categoría                                  | Nominado                           | Resultado |
| -------------------- | ------------------------------------------ | ---------------------------------- | --------- |
| Premios Pedro Sienna | Mejor Largometraje Ficción                 | Camaleón                           | Nominado  |
| Premios Pedro Sienna | Mejor Dirección                            | Jorge Riquelme Serrano             | Ganador   |
| Premios Pedro Sienna | Mejor Guion                                | Jorge Riquelme Serrano             | Nominado  |
| Premios Pedro Sienna | Mejor Interpretación Protagónica Masculina | Gastón Salgado                     | Nominado  |
| Premios Pedro Sienna | Mejor Interpretación Protagónica Femenina  | Paulina Urrutia                    | Ganadora  |
| Premios Pedro Sienna | Mejor Interpretación Protagónica Femenina  | Paula Zúñiga                       | Nominada  |
| Premios Pedro Sienna | Mejor Música Original                      | Carlos Cabezas                     | Ganador   |
| Premios Pedro Sienna | Mejor Maquillaje                           | Patricia Figeroa                   | Nominada  |
| Premios Pedro Sienna | Mejor Diseño de Vestuario                  | Patricia Figeroa                   | Nominada  |
| Premios Pedro Sienna | Mejor Montaje                              | Valeria Hernández y Jorge Riquelme | Nominado  |
| Premios Pedro Sienna | Mejores Efectos Especiales                 | Margarita Marchi                   | Nominada  |